# Penny Red
El denominado Penny Red o Penique rojo fue uno de los primeros sellos postales de la historia, impreso por el Reino Unido en 1841 y continuó emitiéndose hasta 1879 con menores cambios en su diseño durante todo ese tiempo. Este sello fue emitido para reemplazar al Penny Black debido a que el color negro de este dificultaba visualizar la marca de cancelación que era hecha con tinta negra. Al igual que su antecesor, el sello lleva la efigie de la reina Victoria.

## Historia
Inicialmente algunas planchas que fueron empleadas para los "peniques negros" fueron empleadas para imprimir también los "peniques rojos" y alrededor de 21 mil millones de estas piezas fueron impresas por Messrs. Perkins, Bacon & Co. Dichas estampas fueron impresas en hojas de 240 unidades (20 filas, 12 columnas) de manera tal que cada fila tenía el importe de 1 chelín y una plana completa valía 1 libra esterlina. Las primeras hojas impresas inicialmente se hacían sin perforaciones por lo que cada pieza tenía que ser cortada con tijeras. Cada estampa tenía letras (AA, AB, AC,... AL,...) en cada esquina a fin de facilitar su localización en cada planilla.